# ロッビオ
ロッビオ（伊: Robbio）は、イタリア共和国ロンバルディア州パヴィーア県にある、人口約5,800人の基礎自治体（コムーネ）。

## 地理

### 位置・広がり

#### 隣接コムーネ
隣接するコムーネは以下の通り。括弧内のNOはアレッサンドリア県所属を示す。
- ボルゴラヴェッツァーロ (NO)
- カステルノヴェット
- コンフィエンツァ
- ニコルヴォ
- パレストロ
- ロザスコ
- ヴェスポラーテ (NO)

### 気候分類・地震分類
気候分類では、zona E, 2614 GGに分類される。
また、イタリアの地震リスク階級 (it) では、zona 4 (sismicità molto bassa) に分類される
。

## 人物

### 著名な出身者
- シルヴィオ・ピオラ - 20世紀のサッカー選手。